# Brits-Indië op de Olympische Zomerspelen 1924
Brits-Indië nam deel aan de Olympische Zomerspelen 1924 in Parijs, Frankrijk. Er werden geen medailles gewonnen.

## Deelnemers en resultaten

### Atletiek
| Olympiër         | Discipline      | Resultaat   | Prestatie                                         |
| ---------------- | --------------- | ----------- | ------------------------------------------------- |
| James Hall       | 100m (m)        | series      | serie 11: 3de in 11,3                             |
| Wilfred Hildreth | 100m (m)        | series      | serie 5: 4de                                      |
| Terence Pitt     | 100m (m)        | series      | serie 13: 3de in 11,3                             |
| James Hall       | 200m (m)        | series      | serie 1: 4de in 22,5                              |
| Wilfred Hildreth | 200m (m)        | series      | serie 8: 5de                                      |
| Terence Pitt     | 200m (m)        | series      | serie 6: 3de                                      |
| Terence Pitt     | 400m (m)        | kwartfinale | serie 12: 1ste in 49,8 kwartfinale 3: 4de in 51,6 |
| Pala Singh       | 1500m (m)       | series      | serie 2: 6de                                      |
| Pala Singh       | 5000m (m)       | series      | serie 2: 10de                                     |
| Pala Singh       | 10000m (m)      | DNF         | niet gefinisht                                    |
| C. K. Lakshmanan | 110m horden (m) | series      | serie 5: 5de in 16,4                              |
| Mahadeo Singh    | marathon (m)    | 29e         | 3:37.36                                           |
| Dalip Singh      | verspringen (m) | 14e         | kwalificatie groep 1: 3de met 6,635m              |

### Tennis
| Olympiër                         | Discipline     | Resultaat | Prestatie |
| -------------------------------- | -------------- | --------- | --- |
| Athar-Ali Fyzee                  | enkelspel (m)  | 33e       | 1ste ronde: W van NOR Langaard: 6-2, 6-2, 6-3 2de ronde: V van GRE Zerlendis: 3-6, 6-1, 6-3, 3-6, 4-6 |
| Syed Mohammad Hadi               | enkelspel (m)  | 33e       | 1ste ronde: vrij 2de ronde: V van USA Williams: 0-6, 2-6, 1-6 |
| Sydney Jacob                     | enkelspel (m)  | 5e        | 1ste ronde: W van ESP Morales: 6-2, 6-4, 6-4 2de ronde: W van SUI Ferrier: 5-7, 6-3, 6-1, 6-1 3de ronde: W van AUS Willard: 6-1, 6-2, 3-6, 2-6, 6-3 4de ronde: W van USA Washburn: 6-1, 6-4, 8-10, 6-2 kwartfinale: V van FRA Borotra: 6-4, 4-6, 5-7, 3-6 |
| Mohammed Sleem                   | enkelspel (m)  | 17e       | 1ste ronde: vrij 2de ronde: W van NED van der Feen: 6-4, 6-1, 6-4 3de ronde: V van USA Richards: 6-8, 6-2, 4-6, 6-4, 6-2 |
| Sydney Jacob Mohammed Sleem      | dubbelspel (m) | 33e       | 1ste ronde: V van DEN Tegner/Ulrich: 3-6, 4-6, 6-4, 4-6 |
| Syed Mohammad Hadi Donald Rutnam | dubbelspel (m) | 5e        | 1ste ronde: vrij 2de ronde: W van NOR Langaard/Nielsen: 6-2, 6-3, 6-0 3de ronde: W van ITA Cesare Colombo/Riccardo Sabbadini: walk-over kwartfinale: V van FRA Borotra/Lacoste: 2-6, 2-6, 3-6                                                             |
|                                  |                |           | |
| Nora Polley                      | enkelspel (v)  | 33e       | 1ste ronde: vrij 2de ronde: V van GRE Valaritou-Skramaga: 6-1, 3-6, 2-6 |
| Sydney Jacob Nora Polley         | dubbelspel (v) | 9e        | 1ste ronde: vrij 2de ronde: V van IRL Wallis/McCrea: 7-9, 6-4, 7-9 |

Argentinië · Australië · België · Brazilië · Brits-Indië · Bulgarije · Canada · Chili · Cuba · Denemarken · Ecuador · Egypte · Estland · Filipijnen · Finland · Frankrijk · Griekenland · Groot-Brittannië · Haïti · Hongarije · Ierland · Italië · Japan · Joegoslavië · Letland · Litouwen · Luxemburg · Mexico · Monaco · Nederland · Nieuw-Zeeland · Noorwegen · Oostenrijk · Polen · Portugal · Roemenië · Spanje · Tsjecho-Slowakije · Turkije · Uruguay · Verenigde Staten · Zuid-Afrika · Zweden · Zwitserland